# Comuna Neznaniv, Kameanka-Buzka
Neznaniv (în ucraineană Незнанів) este o comună în raionul Kameanka-Buzka, regiunea Liov, Ucraina, formată din satele Hreada, Mazearne-Karanska și Neznaniv (reședința).

## Demografie
Componența lingvistică a comunei Neznaniv
     Ucraineană (99,55%)
     Alte limbi (0,27%)
Conform recensământului din 2001, majoritatea populației comunei Neznaniv era vorbitoare de ucraineană (99,55%), existând în minoritate și vorbitori de alte limbi.